# Sainte Maison de Lorette
La Sainte Maison (en italien: La Santa Casa), couramment nommée La Sainte Maison de Lorette, est selon la tradition catholique, la Maison de Nazareth où l'Annonciation fut faite à la Vierge Marie et où vécut Jésus,,.
Rapportée de Terre sainte en 1291, la Sainte Maison constitue le cœur de la basilique de Lorette.
Ce fut le premier sanctuaire marial international consacré à la Vierge Marie. Il fut pendant près de trois siècles le principal centre de pèlerinage en Occident, devant Rome, Canterbury et Saint-Jacques-de-Compostelle, notamment via la route Lauretana.
Notre-Dame de Lorette est célébrée le 10 décembre de chaque année et incite tout particulièrement « les familles, les jeunes, les religieux et les religieuses, à imiter les vertus de celle qui a été disciple parfaite de l’Évangile, la Vierge Marie qui, en concevant le chef de l’Église, nous a également accueillis chez elle »
Le 24 mars 1920, la Vierge de Lorette est proclamée patronne universelle de tous les voyageurs aériens

## Contexte historique

### Avant la Translation
La maison où eut lieu le mystère de l’Annonciation était située, d’après une tradition ancienne, dans l’enceinte du couvent actuel des Franciscains, près de la grotte qui renferme l'église de l’Annonciation à Nazareth. C’est là que sainte Hélène, après avoir retrouvé la sainte maison, dont le souvenir avait dû se conserver à Nazareth , aurait fait élever une basilique, comme sur les lieux saints de Jérusalem et de Bethléhem. Depuis son érection jusqu'à sa destruction en 1263, de nombreux pèlerins ont visité cette basilique : au VIe siècle, saint Antonin de Plaisance admire cette « grande basilique ». L’auteur de l’opuscule Liber nominum locorum ex Actis, attribué à saint Jérôme , signale une église à l’endroit où l’Ange entra pour annoncer à Marie la bonne nouvelle, et une seconde à l’endroit où Jésus enfant fut élevé. Au VIIe siècle, Arculfe constate également la présence de ces deux églises. À partir du VIIIe siècle, un de ces deux monuments n’est plus mentionné : c’est l'église de la Nutrition, décrite par Arculfe, qui avait probablement été détruite par les musulmans. Au VIIIe siècle siècle, saint Willibald affirme que les musulmans menaçaient de détruire aussi la basilique de l’Annonciation : ce n’est qu'à prix d’argent que les chrétiens les en détournèrent. Jusqu’à la fin du XIIIe siècle, les chrétiens faisaient le pèlerinage à Nazareth pour visiter la sainte Maison de la Vierge Marie que sainte Hélène fit restaurer vers 326-328. Saint François d’Assise et Saint Louis notamment s'y sont rendus en pèlerinage. Durant le siège de Jérusalem par les croisés, elle fut saccagée, mais non détruite : car Sœvulf, en 1103, l’admire encore. Un archevêché fut érigé à Nazareth, et la maison du prélat fut adossée au mur septentrional de la basilique. Les croisés firent même à celle-ci des travaux d’embellissement, dont on voit quelques vestiges dans la cour du couvent. En 1213, saint François d’Assise ; en 1251, saint Louis, allèrent y prier ; mais, peu de temps après, en 1263, elle fut renversée par le sultan Baïbars-Bondokhar et sa horde.

### Translation
Avec la chute de Saint-Jean-d'Acre en 1291, disparaît la dernière position latine en Orient. Cet événement est fréquemment considéré par les historiens comme marquant la fin de la période des croisades médiévales.
Plusieurs versions expliquent la translation :
- Selon une tradition chrétienne légendaire, aux environs du 10 mai 1291, la Sainte Maison a été  transportée dans les airs par des anges de Terre sainte jusqu'en la ville de Tersate[13] (aujourd’hui ville de Rijeka en Croatie).

- En 1291, lorsque les croisés ont été expulsés de Terre Sainte par les musulmans, des chrétiens auraient sauvé la Sainte Maison de la destruction voulue par les musulmans en la transportant. D’abord à Tersate, puis dans un second temps, dans la nuit du 9 au 10 décembre 1294, dans la ville de Recanati (ville à laquelle était auparavant rattachée la commune de Lorette)[3].

- Le prince byzantin, Nicéphore Ier Doukas Comnène, aurait pris en 1290 l'initiative de transférer la Sainte Maison. Celle-ci aurait été démontée en 1291 pour être transportée à Trsat. Delà elle aurait ensuite été transportée à Lorette.

En 1294, la famille Frankopan alors propriétaire du territoire de Lorette, la donne à l'Église (aux mains du pape Boniface VIII).

## Étymologie
Le nom de Lorette proviendrait du terme latin Lauretum désignant un lieu planté de lauriers. L’actuelle Lorette ayant au fil de l’histoire porté les noms de Lauretum, Laureto, Laureta, Loreta et Loreto comme l'attestent les intitulés des gravures d’époque représentant le sanctuaire.
La première source littéraire de cette légende propre aux traditions orales de cette époque ne remonte qu’à la deuxième moitié du XVe siècle, sous la plume de Pier Giorgio Tolomei, dans sa Translatio miraculosa ecclesie beate Marie uirginis de Loreto.

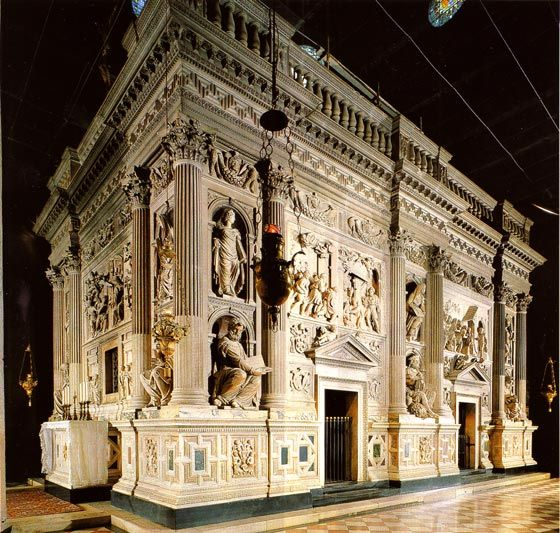
La Sainte Maison dans la basilique.

À son arrivée sur les territoires pontificaux, la Sainte Maison aurait connu plusieurs nouvelles translations dans la marche d'Ancône :
- à Ancône même (dans la localité de Posatora) ;
- dans un bois appartenant à une certaine Loreta, le 10 décembre 1294, trois jours donc avant la renonciation du pape Célestin V ;
- dans la plaine au-dessous de la ville actuelle de Lorette (dont le nom dériverait précisément de cette dame appelée Loreta) ;
- sur le terrain de deux frères sur la colline de Laureto (ou Monte Prodo) ;
- enfin sur la route publique, où elle se trouve encore aujourd’hui, c’est-à-dire juste sous le dôme blanc de l’actuelle basilique, selon certaines sources[15], sur les ruines de l'ancienne ville romaine de Cupra où se trouvait un temple dédié à la déesse Junon.

L'année 1294 est l’année où Dante Alighieri écrit sa Vita nuova. La création du sanctuaire aurait eu alors un effet pacificateur momentané sur le conflit entre guelfes et gibelins.

## Le sanctuaire

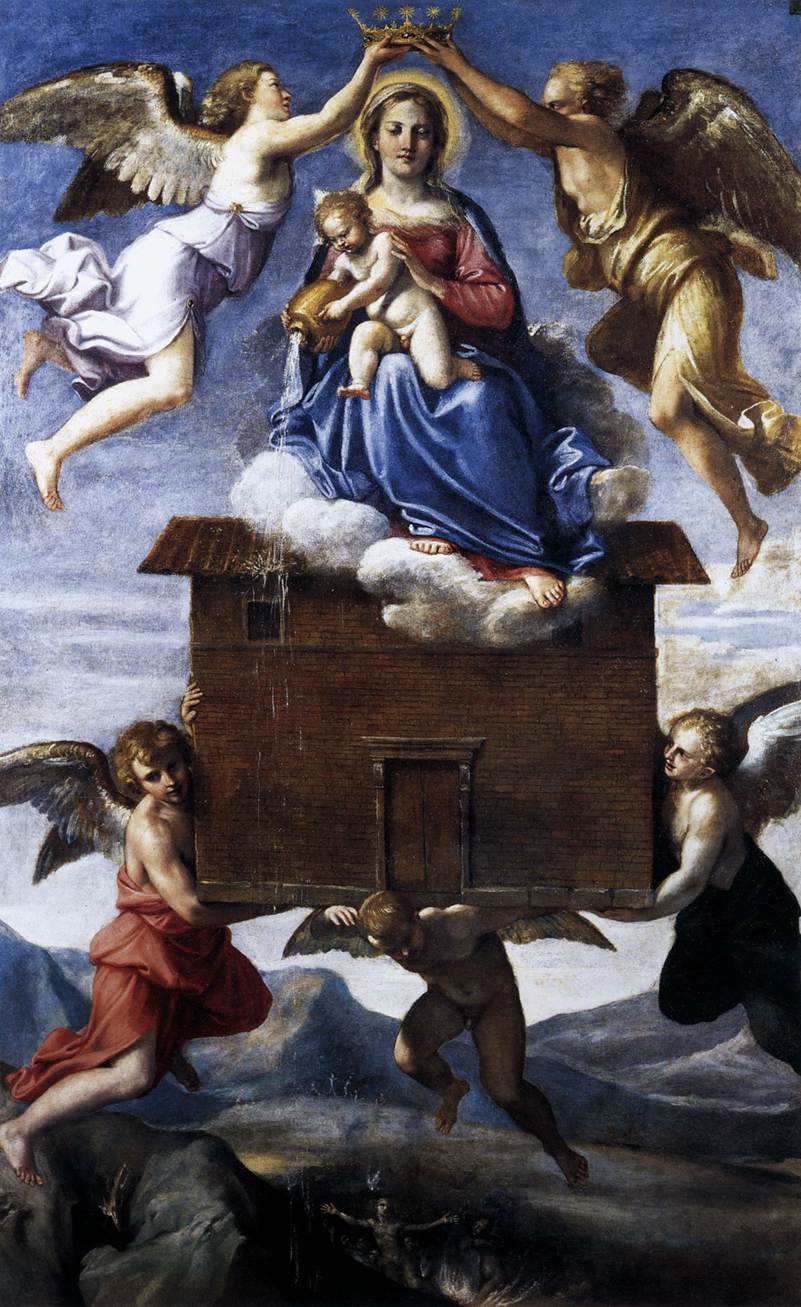
Translation de la Sainte Maison, Annibale Carracci (1605), église Sant'Onofrio au Janicule de Rome.

En 1488, l’évêque de Recanati confia la desserte du sanctuaire à une congrégation de carmes réformés.
Dans la bulle In sublimia du 21 octobre 1507, Jules II a défini la petite église « ut pie creditur et fama est, camera sive thalamus ubi ipsa beatissima Virgo concepta, ubi educata, ubi ad angelo salutata Salvatorem seculorum verbo concepit » et a placé Lorette sous la tutelle directe du Saint-Siège : la Sainte Maison de Lorette devient chapelle papale. Les papes Pie II, Paul II, Sixte IV, Clément VII, Léon X et Sixte V furent parmi les premiers souverains pontifes à reconnaître officiellement ce prodige.
Le sanctuaire de Lorette fut élevé en cité mariale et épiscopale et devint l'un des plus importants lieux de pèlerinage d'Europe.
L'histoire de la Sainte Maison intéressa plusieurs figures chrétiennes, en particulier Érasme, René de Bathernay, Louis d’Arpajon, Battista Spagnuoli et Joseph de Cupertino.
René Descartes s'y rendit en pèlerinage en 1623 en action de grâce pour le songe qu'il rapporte dans les Olympiques, et qui est à l'origine de sa mathesis universelle.
La Sainte Maison provoqua l'afflux de pèlerins notamment les jours de fêtes mariales, de nombreux personnages y adressant leurs prières (Anne d'Autriche, les marins de Christophe Colomb rescapés d'une tempête y déposèrent un ex-voto en 1493), de nombreux rois et reines ainsi que de grands aristocrates y envoyèrent des procureurs (émissaires chargés de faire le pèlerinage à leur place).
La Sainte Maison conserve la statue de la Madone, statue de type Vierge noire, et conservait jusqu’aux spoliations napoléoniennes de 1797, où la Sainte Maison fut mise sous scellés, les reliques les plus importantes du culte marial, à savoir le manteau de la Vierge et les saintes écuelles (vaisselle de la Sainte Famille) qui disparurent.
Les 1er et 2 septembre 2007, le pape Benoît XVI se rend à Lorette pour vivre une fête de la foi avec les jeunes de la ville. Il y revient le 4 octobre 2012, renouvelant ainsi le pèlerinage que Jean XXIII y avait effectué 50 ans auparavant, à quelques jours de l'ouverture du concile Vatican II.
Le 25 mars 2019, le pape François vient se recueillir dans le sanctuaire.

## Évolution du sanctuaire

### Les origines du sanctuaire
Selon de nombreux critiques et traducteurs, Dante Alighieri fait référence à la Sainte Maison de Lorette dans ces vers du chant XVI du Paradis :
« ...In quel loco fu'io Pietro Damiano e Pietro Peccator fu' ne la casa di Nostra Donna in sul lito adriano... »
— Dante , Chant XXI du Paradis de la Divine Comédie.

« ...En ce lieu je fus Pierre Damien et Pierre Peccator était dans la maison de Notre-Dame, sur le rivage adriatique... »
— Chant XXI du Paradis de la Divine Comédie.
Composés autour de 1321, ces vers ont été très probablement écrits vingt-sept ans après la création du sanctuaire lorétain en 1294.
Ledit Pierre Damien (1007-1072) ayant vécu au XIe siècle, il ne pouvait donc s’être rendu à la Santa Casa de Lorette.
Aussi certains chercheurs ont voulu voir une référence à une église antérieure, celle de Santa Maria di Portonovo à Ancône ou celle de Santa Maria in Porto près de Ravenne ; d’autres ont imaginé qu’il s’agissait de l’abbaye de Pomposa en Émilie-Romagne.
Mais à faire porter l’accent cette fois sur le terme de maison, et d’y lire une référence directe à la sainte relique de Lorette, il y aurait eu une église antérieure en lieu et place de la Sainte Maison et de la basilique de Lorette, c’est précisément l'hypothèse que semble retenir le marquis de Sade.
 

Une autre hypothèse plus crédible distingue Pierre Damien ou Pierre Pêcheur d’un autre Pierre : Dante aurait en effet confondu Pietro Damiano et Pietro degli onesti, ascète du XIe siècle également, qui, de retour d'un pèlerinage en Terre sainte, fit construire une église en l'honneur de la Madone, dans laquelle était vénérée l'image connue sous le nom de « Madone grecque », et fut enterré dans l'église de Santa Maria in Porto, sous le nom de Petrus Peccans.

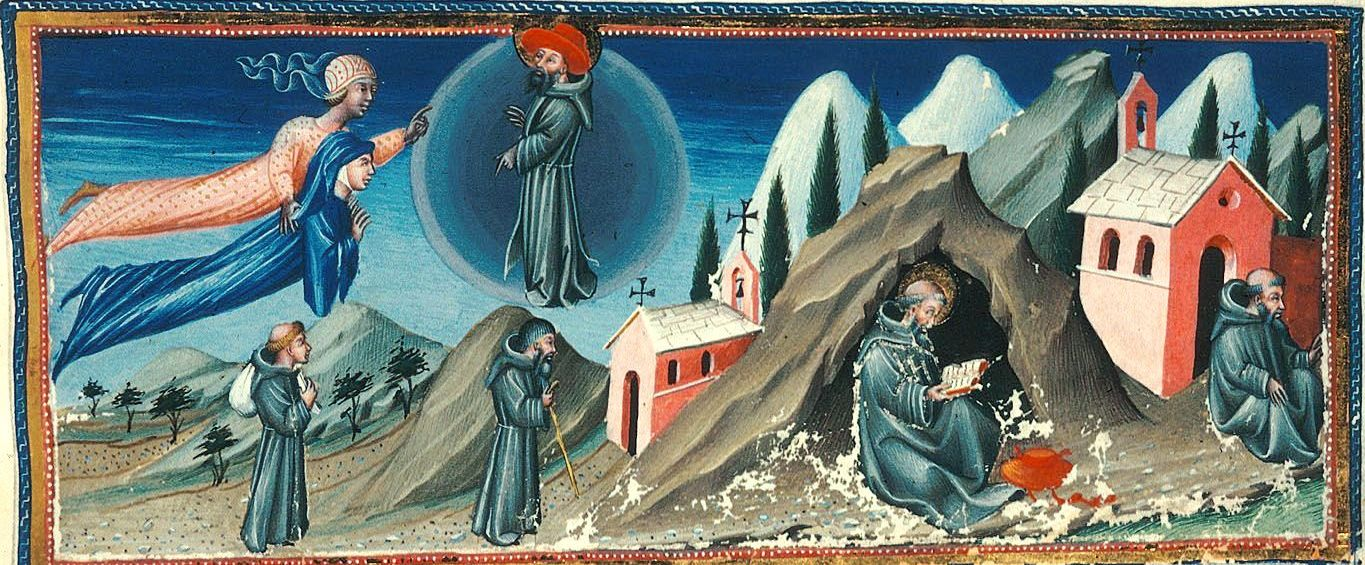
Illustration du chant XXI du Paradis de la Divine Comédie (rencontre de Dante et Béatrice avec Pier Damiani) par Giovanni di Paolo qui représente deux églises (évocation du monastère de la Fonte Avellana ?).

#### La Sainte Maison avant la basilique
De la provenance de la Sainte Maison de Terre sainte posée sans fondation sur la colline entre Recanati et Ancône, ne demeure aucune certitude.
Les traces écrites peu nombreuses qui subsistent sont sujettes à caution, car prises dans des querelles politico-religieuses et des transmissions orales contradictoires.
Si, cependant, des lettres gravées dans la brique même de la Sainte Maison semblent dérivées de l'alphabet araméen ou nabatéen, certains chercheurs disent retrouver le même type d’habitat et de maçonnerie en briques au Moyen-Orient que dans la région des Marches ou de l'Ombrie.

#### Le village de Lorette
Il faut attendre une vingtaine d’années pour qu'autour de la sainte Maison posée au cœur de la Magna Silva de Laureto en 1294 se crée un petit bourg. Si Dante y fait réellement référence, Lorette est alors devenu un petit village dans l’ombre de la Ville voisine de Recanati.
La première mention écrite faisant référence à Lorette remonte à 1315, quand il est fait allusion à un rustique sacellum visité par des fidèles pieux. Le petit village qui a grandi tout autour est appelé Villa Loreti. Un autel y est dressé en 1341 à la demande du pape français Benoît XII pour recevoir plus aisément les fidèles.
Dans la description Marchiae Anconitanae de 1360 par le cardinal Egidio Albornoz, la Villa sanctae Mariae de Laureto est recensée parmi les castra appartenant à la commune de Recanati. Cette dernière, déjà grand centre de la Marche d'Ancône, organisait chaque année une foire de grand attrait tant pour l’Italie du centre-nord que pour l’Europe. Le commerce, la curiosité et la dévotion mariale s'y mêlèrent.
Des fêtes en l’honneur de la Madone de Lorette ont lieu dans les villes et villages des Marches à l’instar de Sirolo en 1373 en présence du vicaire de la cité d'Ancône.
Le 17 mars 1375, Nicola de Recanati fait construire un pont au-dessus de la rivière Potenza en raison de l’afflux de pèlerins à la Sainte Maison.
Dans les années 1380-1385, de nombreux documents prouvent que le culte de la Madone de Lorette se propage en Ombrie, Toscane, Émilie et Lombardie. En retour, la piété populaire et le nombre de visiteurs à la Sainte Maison augmentèrent à tel point qu’en 1437, la commune de Recanati nomma un capitaine de la Villa Loreti.
Le développement du sanctuaire s’accompagne alors d’une production iconographique de plus en plus importante par des peintres et graveurs de plus en plus renommés.

## La basilique autour de la Sainte Maison

### Grandes étapes de la construction de la basilique

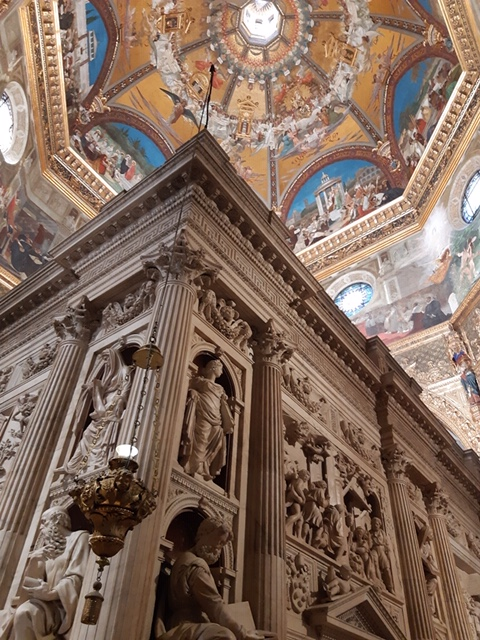
Partie du revêtement marmoréen de la Sainte Maison de Lorette sous la coupole de Giuliano Sangallo peinte par Cesare Maccari.

Les sources semblent insuffisantes pour dater l'origine de la construction de la basilique.
Au milieu du XVe siècle, une église est déjà construite : Nicolas V rédige en 1450 une bulle pour sanctuariser les offrandes des fidèles déposées dans le temple de Lorette.
En 1447, selon Giorgio Vasari, Piero della Francesca et Domenico Veneziano peignent la nouvelle sacristie. (probablement la Sacristie della Cura). Leur travail est interrompu par la peste.
Selon Honoré Bouche, l’édification de la basilique débute sous Paul II en 1465.
Autre source, autre date, dès 1468, par la volonté de Nicolò de Astis, évêque de Recanati, auraient commencé les grands travaux de la basilique-forteresse selon Gaetano Ferri.
L’année suivante, en 1469, le pape Paul II aurait donné une forte impulsion au chantier.
La grande construction de la basilique débute probablement à partir du projet du Vénitien Marino di Marco Cedrino, de style gothique-tardif-pré-renaissant. Ledit Marino di Marco Cedrino est nommé, en 1472, generali magistro et ingenjero ; il construit les murs maîtres et les piliers de l’abside à partir du bras sud du transept, et collabore à l'édification du sanctuaire jusqu’en 1476 ou 1477. Au gothique vénitien de Marco Cedrino succède en 1482 le style renaissant de Giuliano da Maiano auquel est supposé avoir pris part Francesco di Giorgio Martini.
De 1480 à 1518, le trésor de Lorette est mis à l’abri dans la tour civique de Recanati en raison des razzias de l’armée du Sultan Mehmet II et de ses successeurs. La construction de la basilique se poursuit tout de même sous Sixte IV, Innocent VIII et Alexandre VI, et s’achève en 1510 sous Jules II, pape le plus impliqué dans l’édification des lieux.

### L’habit de marbre de la Sainte Maison
D’une valeur artistique bien plus grande que l’édicule du saint Sépulcre de Jérusalem, la Santa Casa, la Sainte Maison n’apparait telle qu’elle était à l’origine qu’une fois à l’intérieur, l’extérieur ayant été protégé d’une couverture de marbre qui nécessita le percement de quatre ouvertures, les quatre portes aujourd’hui visibles du revêtement marmoréen.
La quatrième porte n’ouvre pas sur l’espace de la Sainte Maison mais sur un escalier en colimaçon qui donne accès à la terrasse supérieure du revêtement. La Sainte Maison, posée à même le sol, sans fondation et constituée de briques de tailles irrégulières, risquait l’écroulement, en raison notamment de l’afflux de pèlerins. Un mur bas de fortification fut d’abord conçu puis détruit pour être remplacé par une structure de marbre entièrement recouvrante.
Véritable maison Renaissance sur le modèle des sarcophages romains entourant l'antique maison sainte en briques, c’est Bramante qui en conçoit le plan. Léon X fait venir par mer en 1514 de Carrare et d’autres lieux d’Italie le marbre propre à sa construction.
Avant cela, l’architecte pisan Raniero Renucci assume la charge du percement des portes des côtés septentrional et méridional de l'antique Maison aux endroits correspondant aux futures ouvertures du revêtement marmoréen : « Au premier coup de marteau, son bras s'est figé et ledit Raniero s’effondra, comme s’il avait été assommé. Il ne se réveilla que huit heures plus tard par les prières de sa femme et l’intercession de la Vierge Marie. »
Antonio da Sangallo le Jeune est chargé par Clément VII d’en terminer l’ouvrage de 1531 à 1538.
« En cet ouvrage, ont travaillé, en l’espace de vingt-quatre ans, quarante des plus grands sculpteurs qui se sont trouvés en Italie […] ayant coûté en ce temps-là 26 692 écus […], et tout autant les vingt statues des prophètes et sibylles […] et les quatre portes d’airain de La Chapelle », dixit Honoré Bouche, in La Sainte Vierge de Laurete (1686).
"Pour donner une idée de ſa magnificence au lecteur, il ſuffit de dire qu'encore qu'un ſi grand nombre des plus excellens ouvriers y ait mis la main, on a été plus de ſoixante ans à le finir."

### Inventaire des objets et pratiques cultuels de la Sainte Maison

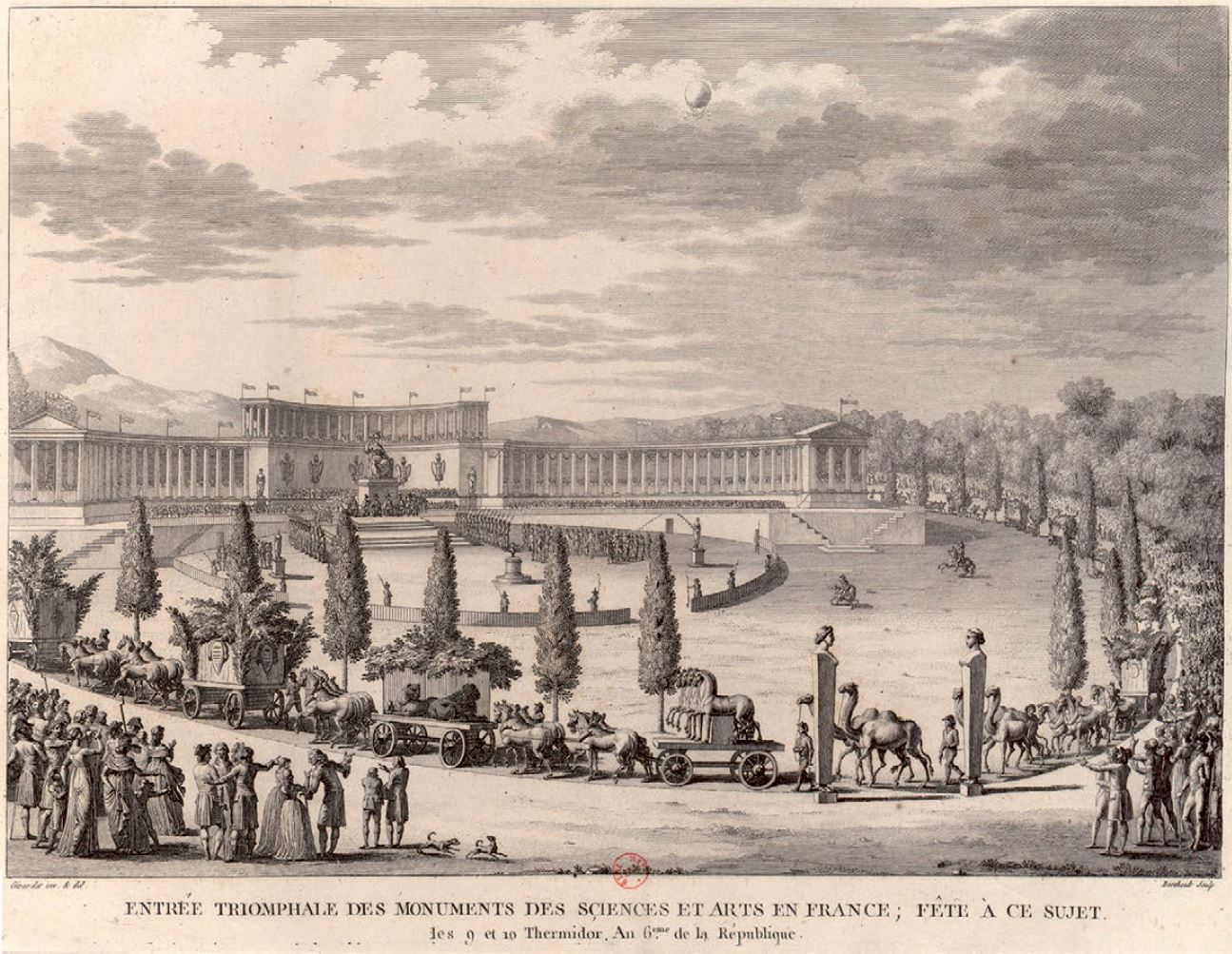
Fête à l’occasion de l'entrée des monuments spoliés par Napoléon à Paris, où doit se trouver également la statue de Lorette (visibles sur la gravure les chevaux de Saint-Marc).

#### Reliques recensées depuis leXVIIesiècle
- La Sainte Maison, ou Maison de la Vierge, couramment nommée la Santa Casa, consistait en un ensemble de trois murs adossés à une grotte creusée dans un rocher (laquelle se trouve à Nazareth, dans la basilique de l'Annonciation). L'analyse pétrographique et architectonique aurait tour à tour démenti puis confirmé l'origine palestinienne de l'édifice, dont les éléments rappellent fortement la taille de pierre des Nabatéens, une peuplade voisine des Hébreux. Les graffitis trouvés sur certains blocs de maçonnerie auraient été datés du IIe au Ve siècle. Cependant, l'étude des moellons a confirmé qu'ils épousent parfaitement les traces repérées sur la grotte de Nazareth. Il pourrait donc s’agir d’une église primitive construite ultérieurement à la supposée demeure virginale.
- Sa statue, nommée parfois la sainte image, est une Vierge noire, due à des siècles de fumée de lampe. Comme la Sainte Maison, elle est associée à une série de miracles réels évoqués dans un certain nombre de récits de voyage (celui de Montaigne notamment). La statue d'origine datant probablement de la fin du XIIIe  début XIVe siècle, a été dérobée par Joseph Villetard de Vincelles et Gaspard Monge de l’institut national[30], à la suite du traité de Tolentino, exposée à la Bibliothèque nationale de Paris, puis, restituée au pape Pie VII, elle retourne à son emplacement le 9 décembre 1801[31] avant le concordat. Version plus prosaïque de la restitution : celle de T.M. Dumersan[32]. Elle brûle ensuite durant un incendie dans la nuit du 22 au 23 février 1921[33] avant d’être remplacée par une nouvelle statue sculptée dans du cèdre du Liban provenant des jardins du Vatican[34], portant un manteau appelé dalmatique[33], elle fut modélisée par Enrico Quattrini et peinte par Leopoldo Celani[34],[33].
- Les citoyens de Recanati apposent sur la tête de la statue de la Vierge une triple couronne d’or que l’on appelle « Règne », semblable à celle du pape, en 1496. Ils font de même sur la tête de l’enfant Jésus. Les deux couronnes triples y demeurèrent jusqu’en 1643, où elles sont remplacées par celles envoyées par Louis XIII et Anne d'Autriche, en action de grâce pour la naissance de Louis XIV, avec l’accord d'Urbain VIII.
- Les reliques de la Sainte Vierge complétaient la Santa Casa : Honoré Bouche[35] note, en 1646, que la Sainte Maison renfermait une petite armoire ayant appartenu à Marie qui contenait des éléments de sa vaisselle. Une tunique en laine moirée de la Sainte Vierge ainsi que trois écuelles de vulgaire faïence appartenant à sa vaisselle étaient exposées dans la Santa Casa en 1797. Durant les spoliations napoléoniennes, ces reliques, moins authentiques semble-t-il que chargées d’une forte valeur symbolique et affective, ont été dérobées et envoyées à Paris. Dans les Mémoires historiques et secrets de l’impératrice Joséphine, l’on apprend qu’après avoir envoyé la statue de la Madone au directoire, Napoléon garda pour lui les reliques de la Vierge[36]. Il offrit un morceau du manteau de Marie à Joséphine, qui l’accepta et le plaça dans un médaillon. Il voulut lui offrir également l’une des trois écuelles ébréchées, mais elle refusa. Des reliques en possession de Napoléon, à l’exception de ce morceau de manteau, il est ensuite perdu toute trace[37].

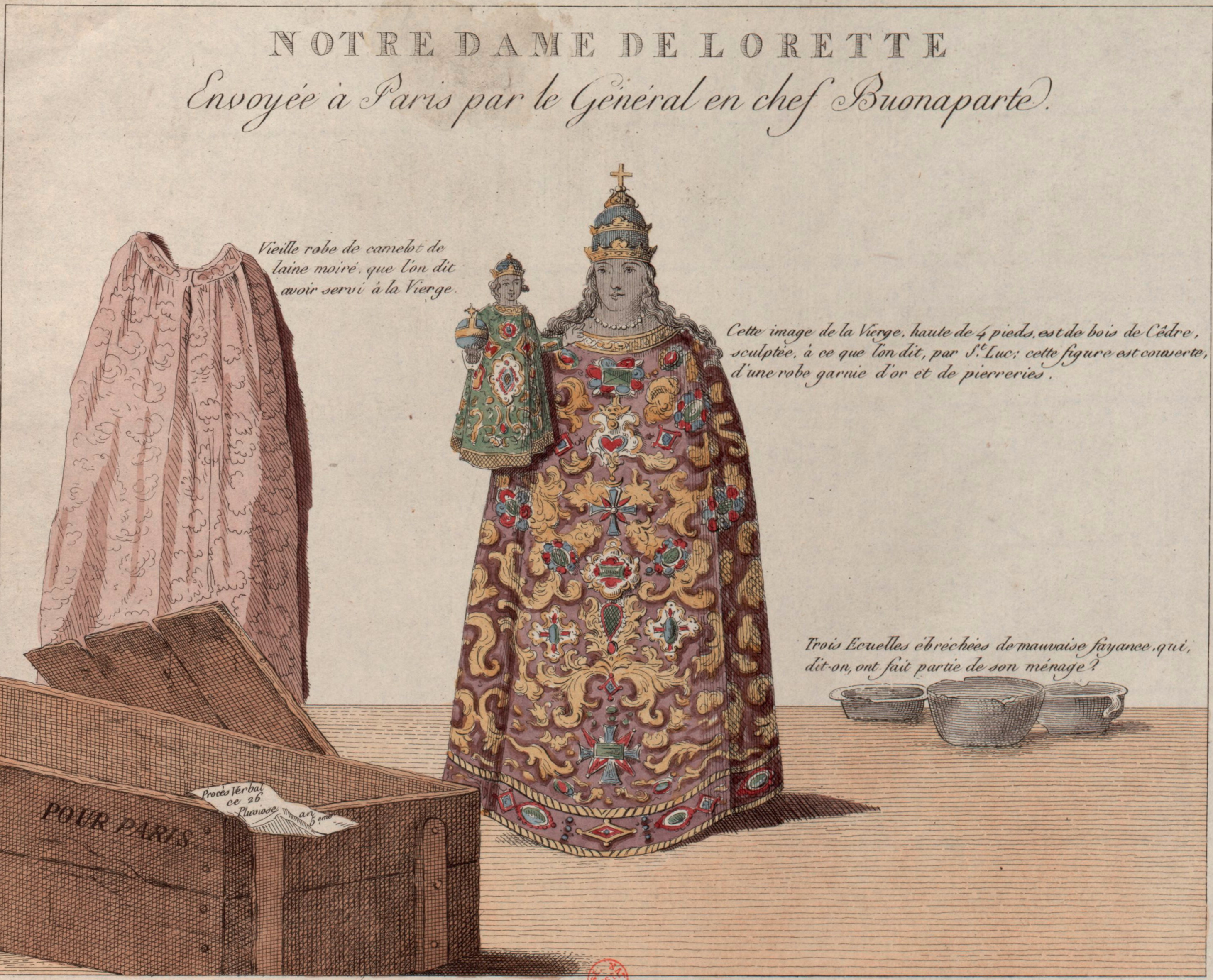
Statue de la Madone de Lorette avec saintes reliques telle que dessinée en 1797 pendant les spoliations napoléoniennes. Le dessin relativement peu réaliste ne laisse pas penser qu’il puisse s’agir d’une statue du Trecento ou du Quattrocento.
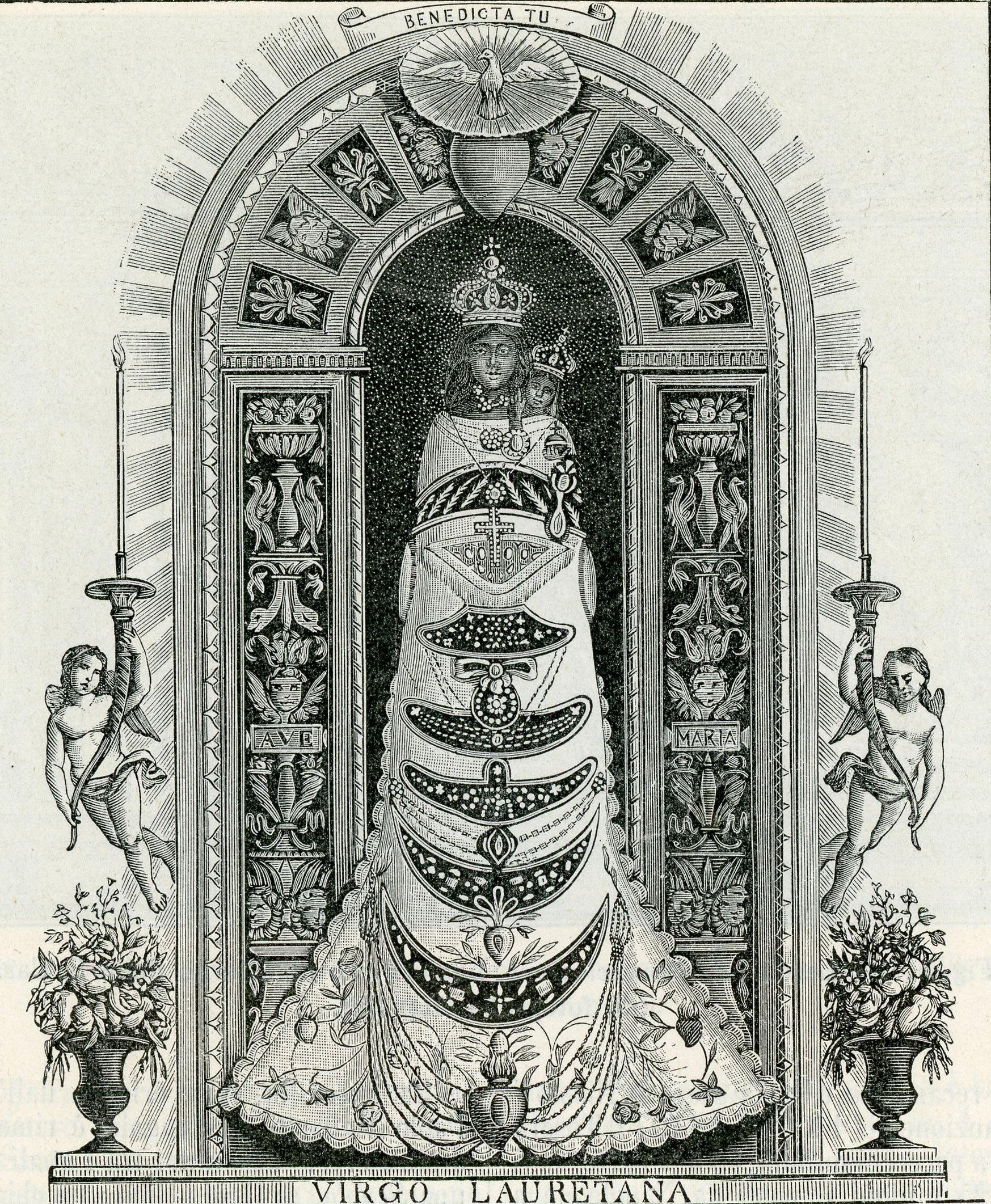
Gravure représentant la statue de la Madone de Lorette en 1898, et conforme à une photographie de 1913 de la statue par Edward Dutton[Lequel ?]. Ce qui atteste que la statue emportée par Napoléon n’est plus la même que celle exposée avant l’incendie de 1921.
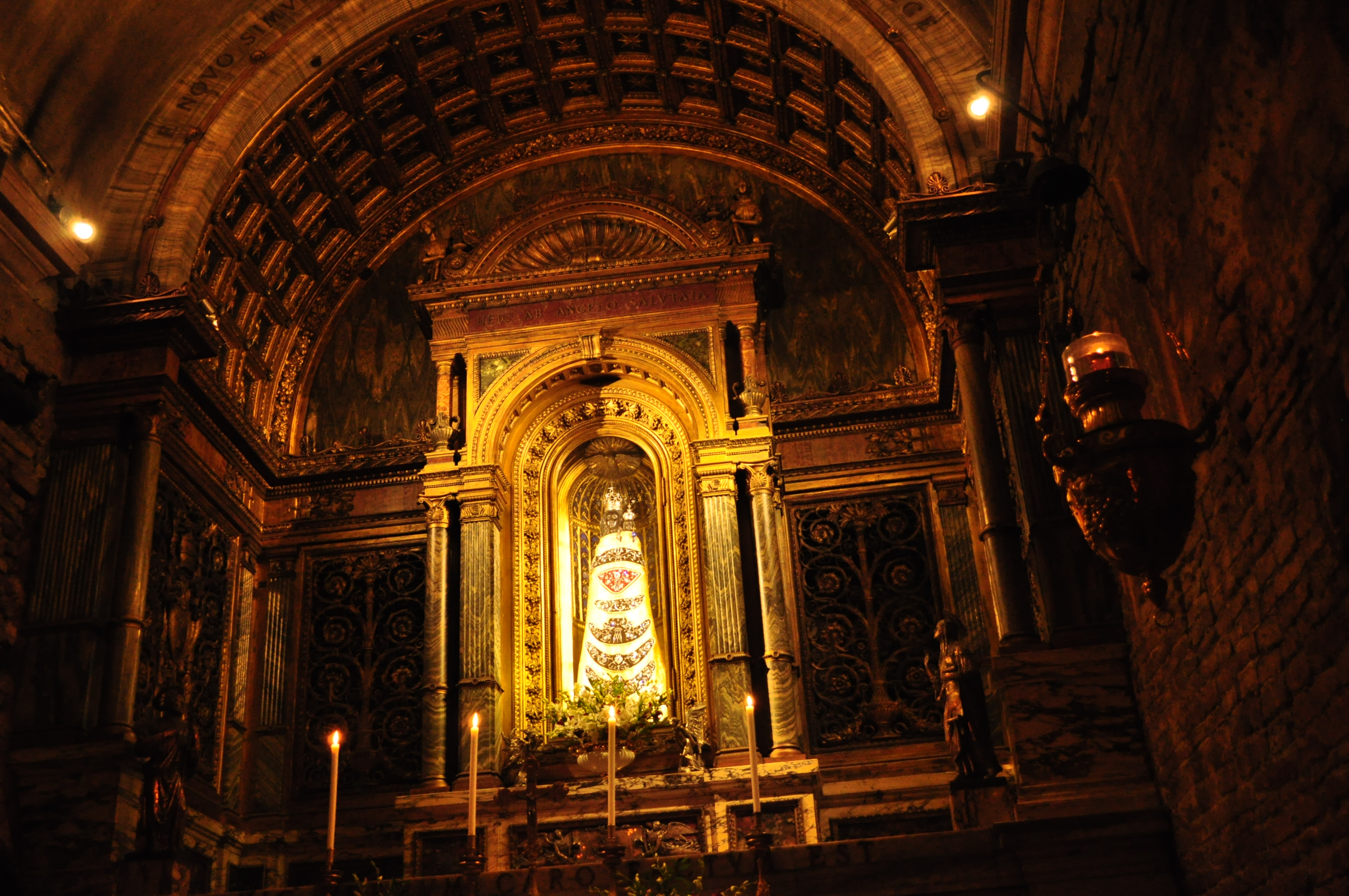
Statue actuelle.

- Le crucifix des apôtres d’un bois incorruptible placé au-dessus de la fenêtre par laquelle eut lieu l’Annonciation de l’ange Gabriel[38].

#### Pratiques cultuelles relatives à la Sainte Maison de Lorette
- Messes et litanies mariales furent approuvées au début du XVIIe siècle. Les Litanies de Lorette sont les litanies de la Bienheureuse Vierge Marie, l'une des cinq litanies approuvées pour la récitation publique par l'Église.
- L'ornementation marmoréenne de la Maison originelle est une œuvre collective de la Renaissance. Elle ressemble à un sarcophage romain monumental, structure générale du célèbre architecte et peintre renaissant Donato Bramante, à l’intérieur de laquelle ont été ajoutées les sculptures de Andrea Sansovino, Baccio Bandinelli, Domenico Aimo, Aurelio Lombardi, Giovanni Battista della Porta, Niccolo Tribolo, Francesco di Vincenzo da Sangallo. Les pèlerins en font jusqu’encore aujourd’hui le tour à genoux ; de cette pratique remontant au XVIe siècle, le marbre conserve les traces d’usure.
- En la Solennité de la Toussaint, la ville de Lorette (Loreto) est en fête pour l’indiction solennelle de l’Année Jubilaire, qui se tient du 8 décembre 2019 au 10 décembre 2021. Le Jubilé de Lorette fut initié à l'occasion du centième anniversaire de la proclamation par Benoît XV de Notre-Dame de Lorette comme patronne de tous les aviateurs.

## Vénération et fête de Notre-Dame de Lorette
Nombre de cités italiennes, au cours des XVIe et XVIIe siècles, vinrent déposer le plan de leur territoire à la Santa Casa pour attirer la protection de la Madone de Lorette contre la peste et autres catastrophes. Ainsi Sienne, Vérone, Arezzo, Udine, Palerme, Pérouse et un grand nombre de cités des Marches se mirent sous la protection de Lorette.
Notre-Dame de Lorette est le titre de la Vierge Marie en ce qui concerne la Sainte Maison de Lorette. Ce nom est également utilisé pour sa statue exposée à l'intérieur de la Sainte Maison. Dans les années 1600, une messe et une litanie mariale sont approuvées. Cette Litanie de Lorette est la Litanie de la Bienheureuse Vierge Marie, l'une des cinq litanies approuvées pour la récitation publique par l'Église catholique.
En 1920, le pape Benoît XV a déclaré la Vierge de Lorette patronne des voyageurs aériens et des pilotes. La statue a reçu un couronnement canonique en 1922 par le pape Pie XI.
Le 31 octobre 2019, sous l'autorité du pape François, le cardinal Robert Sarah signe un décret inscrivant la mémoire liturgique de Notre-Dame de Lorette le 10 décembre dans le calendrier romain universel,.

## Arts et Littérature

### Peinture
En peinture, La Madone de Lorette, La Vierge de Lorette ou La Notre-Dame de Lorette sont autant de titres donnés à la représentation de la Vierge à l'Enfant relativement à la Sainte Maison de Lorette depuis l’art de style byzantin à nos jours. Le Transport de la sainte Maison de Lorette, la Translation de la sainte Maison de Lorette sont des titres d’oeuvres qui se rapportent davantage à la Sainte Maison elle-même sur laquelle une Vierge à l’Enfant est généralement représentée assise.
Des artistes comme Le Pérugin (la Vierge de Lorette), Le Caravage (La Madone de Lorette), Raphaël (La Vierge de Lorette), Le Dominiquin, Le Guerchin, Giambattista Tiepolo, Annibale Carrache, Jean-François Millet… ont peint une version de la Madone de Lorette.

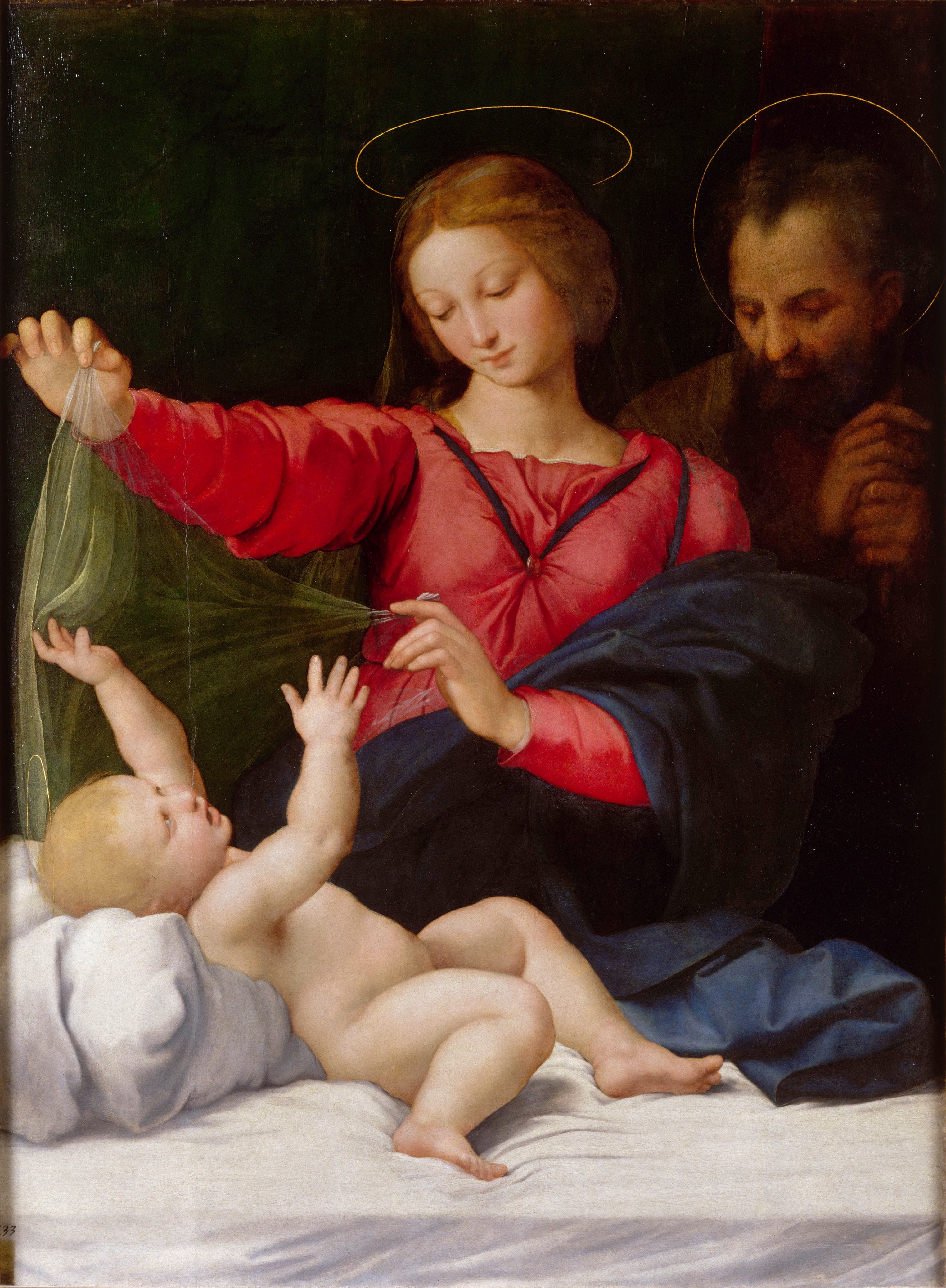
La Vierge de Lorette de Raphaël, musée Condé de Chantilly.
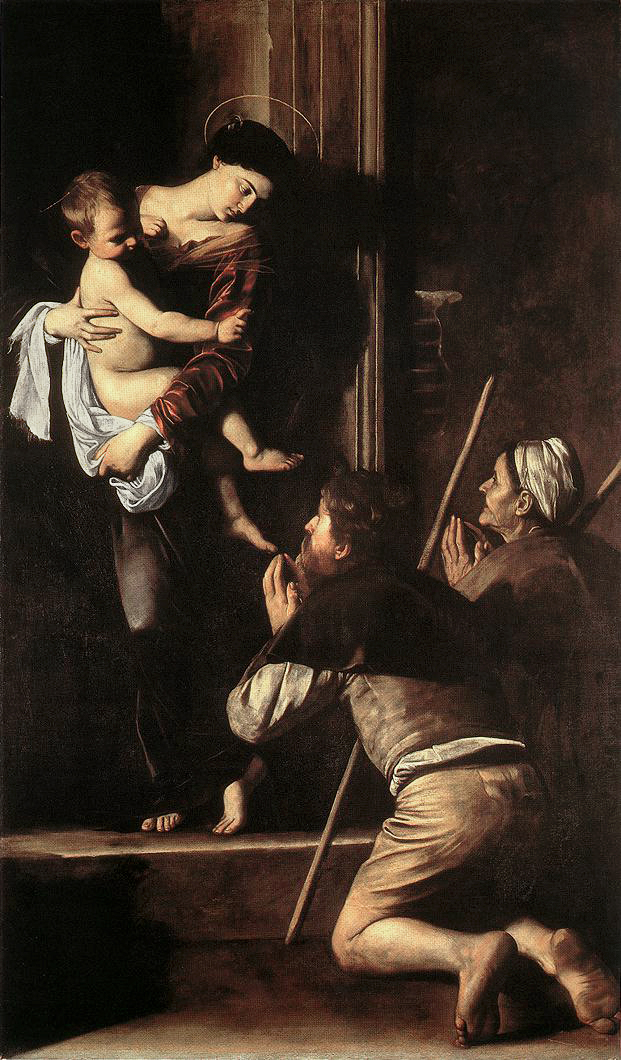
La Madone de Lorette du Caravage, basilique Sant'Agostino in Campo Marzio, Rome.
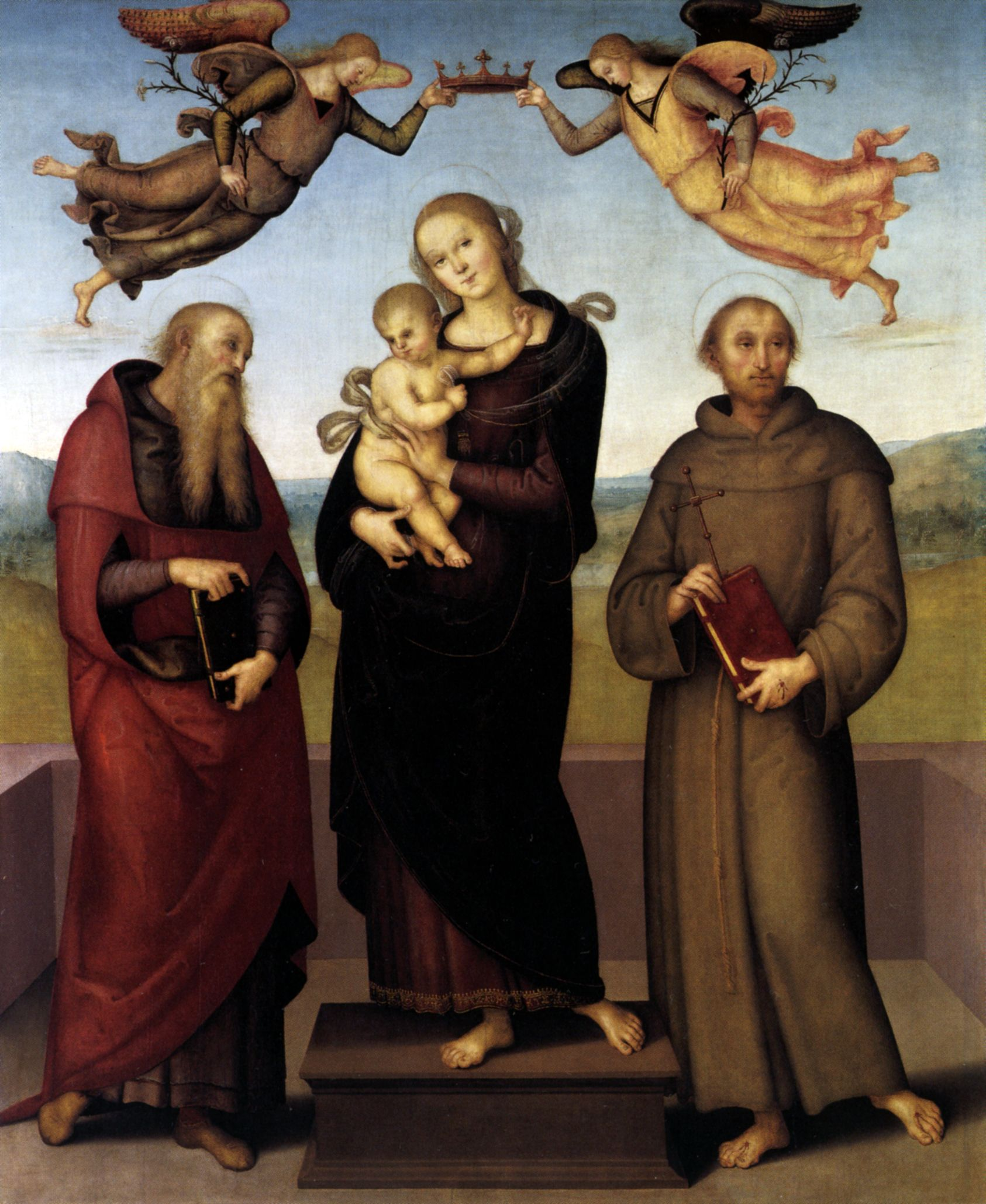
La Madone de Lorette peinte par le Pérugin, National Gallery de Londres.

### Opéra

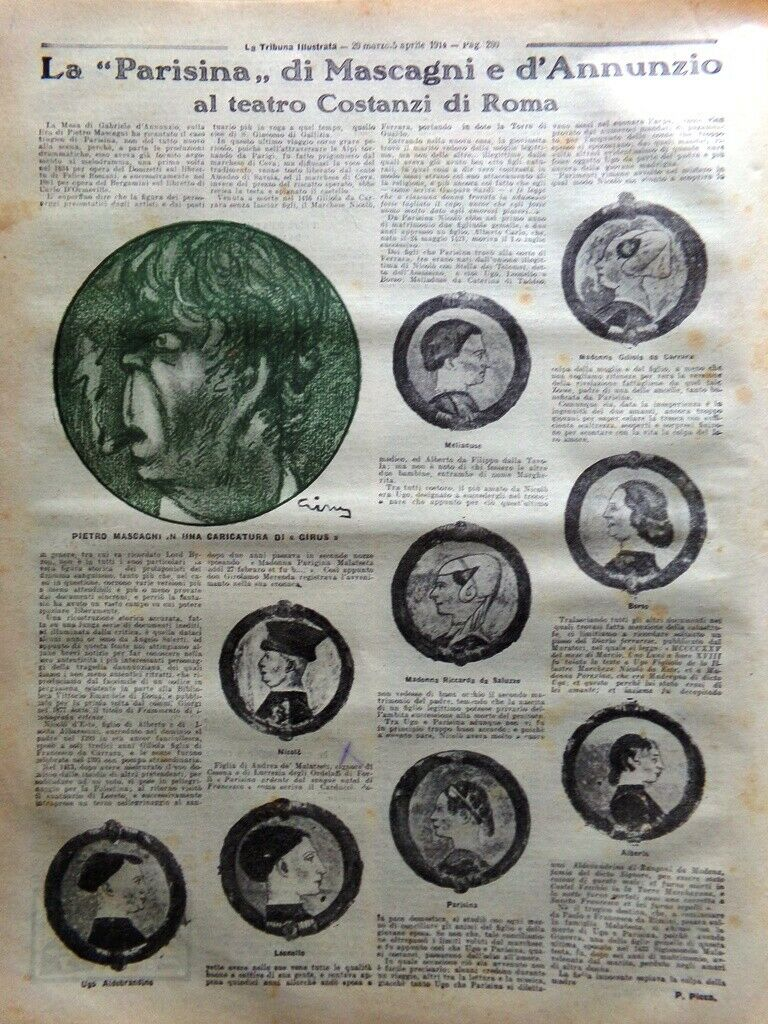
La Parisina de Mascagni dans La Tribuna Illustrata du 29 mars 1914.

Dans l’opéra la Parisina de Pietro Mascagni, l’entièreté du deuxième acte se déroule au sanctuaire de Lorette sur fond de chants de dévotion des pèlerins de la Santa Casa et des marins de l’Adriatique :
Acte II : Ave Maria Gratia plena / Ahi, Vergine Maria /  Aiuta, aiuta /  Or voici Composto m’avereste sella Bara / Ho combattu pel mio voto.
Gabriele D'Annunzio, auteur du livret d’après un poème de Lord Byron, écrit :
Texte original : La Santa Casa di Loreto / Appare la Casa di Nazareth, la semplice casa / di Gioachino e di Anna, costrutta di pietre rossastre, / con una porta, con una finestra, con un focolare, / con un altare, quella che nella notte di maggio / gli Angeli traslatarono su le loro ali alla spiaggia / di Schiavonia e nella notte di decembre all’opposta riva, / alla marca di Ancona, entro la selva dei lauri. / Per la porta spalancata si scorge brillare fra i torchi / e le lampade la Vergine nera, scolpita nel legno di cedro / dalla mano di Luca Evangelista, / coperta della preziosissima veste intessuta / d’oro e di gemme. / Le mura degli Ospizii s’alzano dietro il Santuario. / Di là dal laureto splende il Mare Adriatico.
Traduction : La Sainte Maison de Lorette / La maison de Nazareth apparaît, la maison simple /de Gioachino et Anna, construite de pierres rougeâtres, / avec une porte, avec une fenêtre, avec un foyer, / avec un autel, celle que, dans la nuit de mai, / les anges ont déplacée sur leurs ailes vers le rivage / d'Esclavonie et, dans la nuit de décembre, sur la rive opposée, / à la Marche d'Ancône, dans la forêt de lauriers. / Par la porte ouverte l'on peut voir briller parmi les pressoirs / et les lampes la Vierge noire, sculptée dans le bois de cèdre / de la main de Luc l’évangéliste, / couverte du vêtement tissé le plus précieux / d'or et de gemmes. / Les murs des hospices s'élèvent derrière le Sanctuaire. / Au-delà du laureto, la mer Adriatique brille.
in Livret de la Parisina de Gabriele D'Annunzio, opéra de Pietro Mascagni

### Cinéma
La Porta del Cielo est un film de 1944 réalisé par Vittorio De Sica, qui raconte le voyage en train d'un groupe de pèlerins au sanctuaire de la Madone de Lorette, où ils espèrent recevoir un miracle. Le film, tourné à l'intérieur de la basilique Saint-Paul-hors-les-Murs à Rome, où le Sanctuaire de Loreto a été reconstruit, a également servi à cacher des Juifs et des politiciens persécutés qui y avaient trouvé refuge contre les raids des Allemands et des fascistes [7]. Les membres de la troupe, « huit cents figurants et divers techniciens » (« Je les avais enfermés – dit De Sica -, sinon quelqu'un pouvait s'enfuir. » Et il rit comme à une blague réussie. […]), [8] abusaient de « l'hospitalité qui leur était offerte en bivouaquant, cuisinant, fumant et flirtant, au scandale des moines, partout où cela se produisait [9] ».

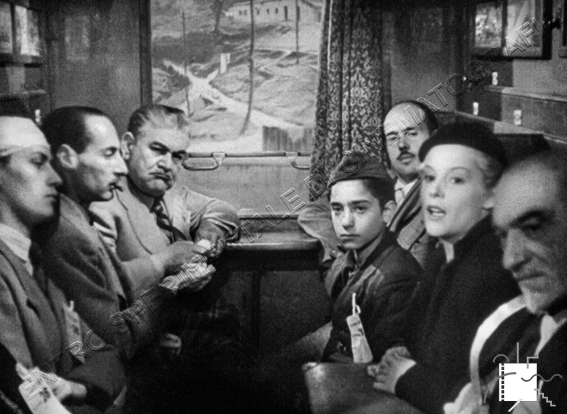
La Porta del Cielo de Vittorio De Sica.
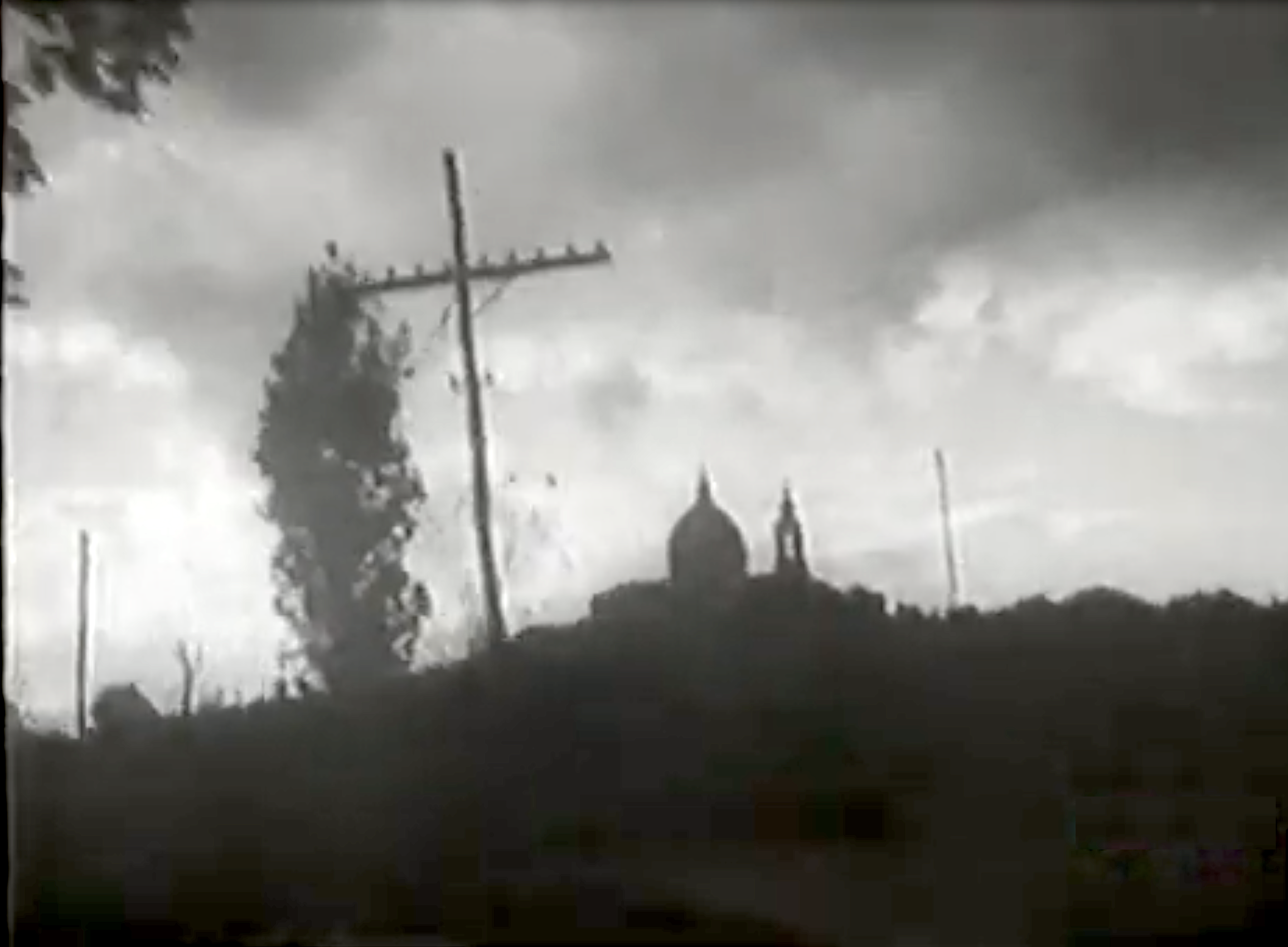
La coupole et le campanile de Lorette apparaissent à Maria Mercader par la fenêtre du train. (La Porte du Ciel de V. De Sica).
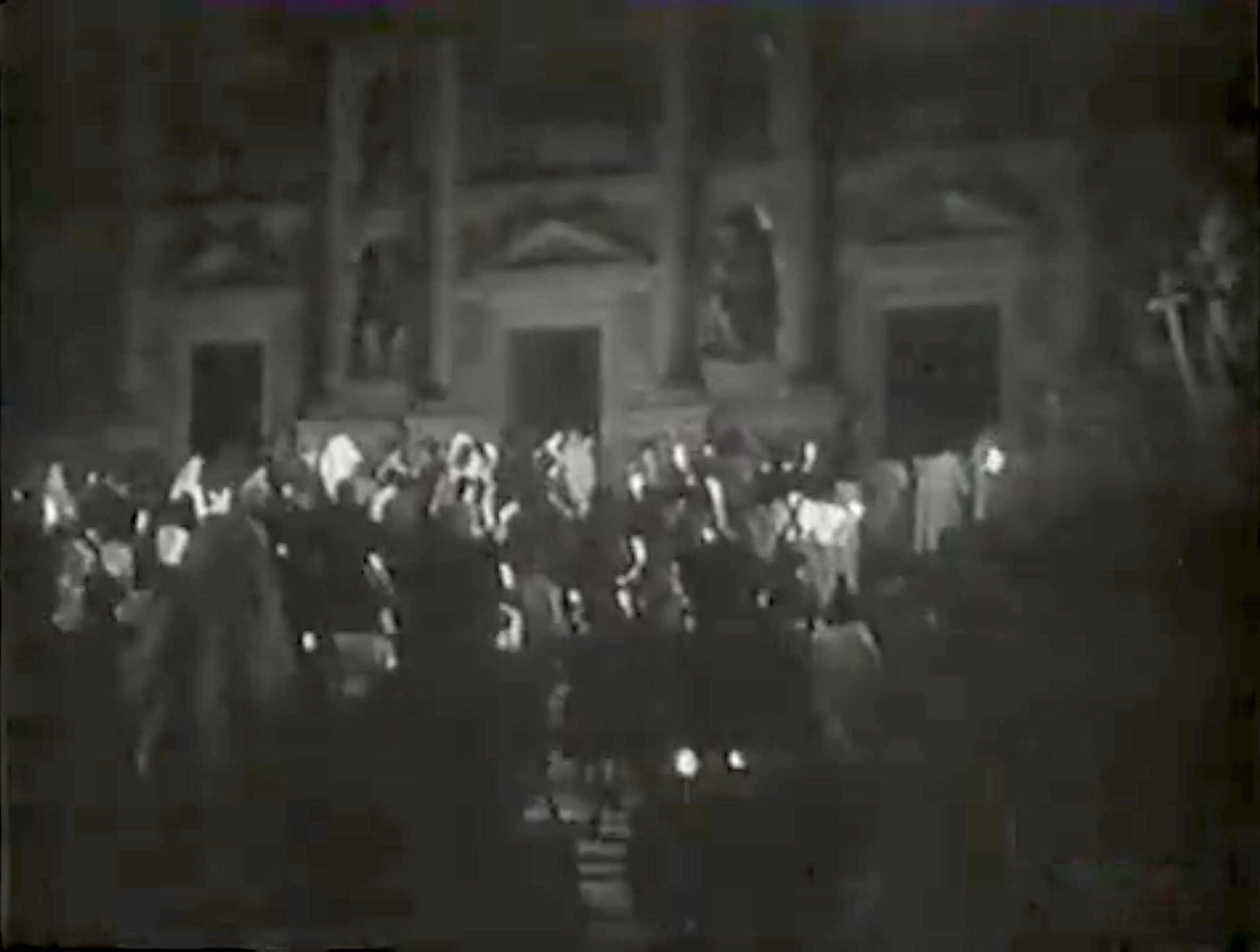
Reconstitution de la Santa Casa de Loreto dans la basilique Saint-Paul-hors-les-Murs de Rome.

### Lettres
Sainte Thérèse de Lisieux décrit son pélerinage à la Maison de Lorette dans son livre Histoire d'une âme.

## Culte de la Madone de Lorette dans le monde
Il existe un très grande nombre de lieux de cultes célébrant la Vierge de Lorette, pour l’essentiel en Europe, en Amérique du Sud, et en Asie du Sud. Un grand nombre d’églises, de chapelles, de sanctuaires, de couvents, de villes, de régions en Europe ou dans le monde portent le nom Notre-Dame de Lorette. Loreto a souvent changé de graphie au fil des siècles en s’appelant tour-à-tour Lauretum, Loretto, Loreta, Loreto.

### La Madone de Lorette à Rome
De nombreuses églises romaines contiennent une ou plusieurs représentations de la Vierge de Lorette :
- l'église Santa Maria di Loreto, sur le forum de Trajan (retable de la Madone de Lorette, attribué à Marco Palmezzano ou Antoniazzo Romano ; réplique de la statue de la Vierge noire de Lorette) ;
- la basilique Santa Maria in Cosmedin (fresque d’autel avec Madone et translation de la Santa Casa, et tableau de la Madone de Lorette au-dessus de la mer Adriatique célébrée par Gabriele D'Annunzio) ;
- la basilique Sant'Agostino in Campo Marzio (tableau de la Madone de Lorette du Caravage ;
- l'église San Salvatore in Lauro (gravée sur la façade : Maria Lauretanae Piceni Patronae ; statue de la Madone de Lorette au chœur du maître autel et, dans la chapelle au fond du transept gauche vers le chœur, une translation de la Sainte Maison de Giovanni Peruzzini ) ;
- l'église Sant'Onofrio al Gianicolo (peinture de la Madone de Lorette peinte par Annibale Carracci) ;
- la chapelle Chigi de l'église Santa Maria del Popolo, autrefois en l’honneur de la Madone de Lorette, à l’intérieur de laquelle était exposée la peinture de la Vierge de Lorette de Raphaël (aujourd’hui conservée à Chantilly) ;
- l'église paroissiale de Santa Maria di Loreto, 19, via Santa Maria di Loreto, Rome[48].

## Histoire récente de la Santa Casa

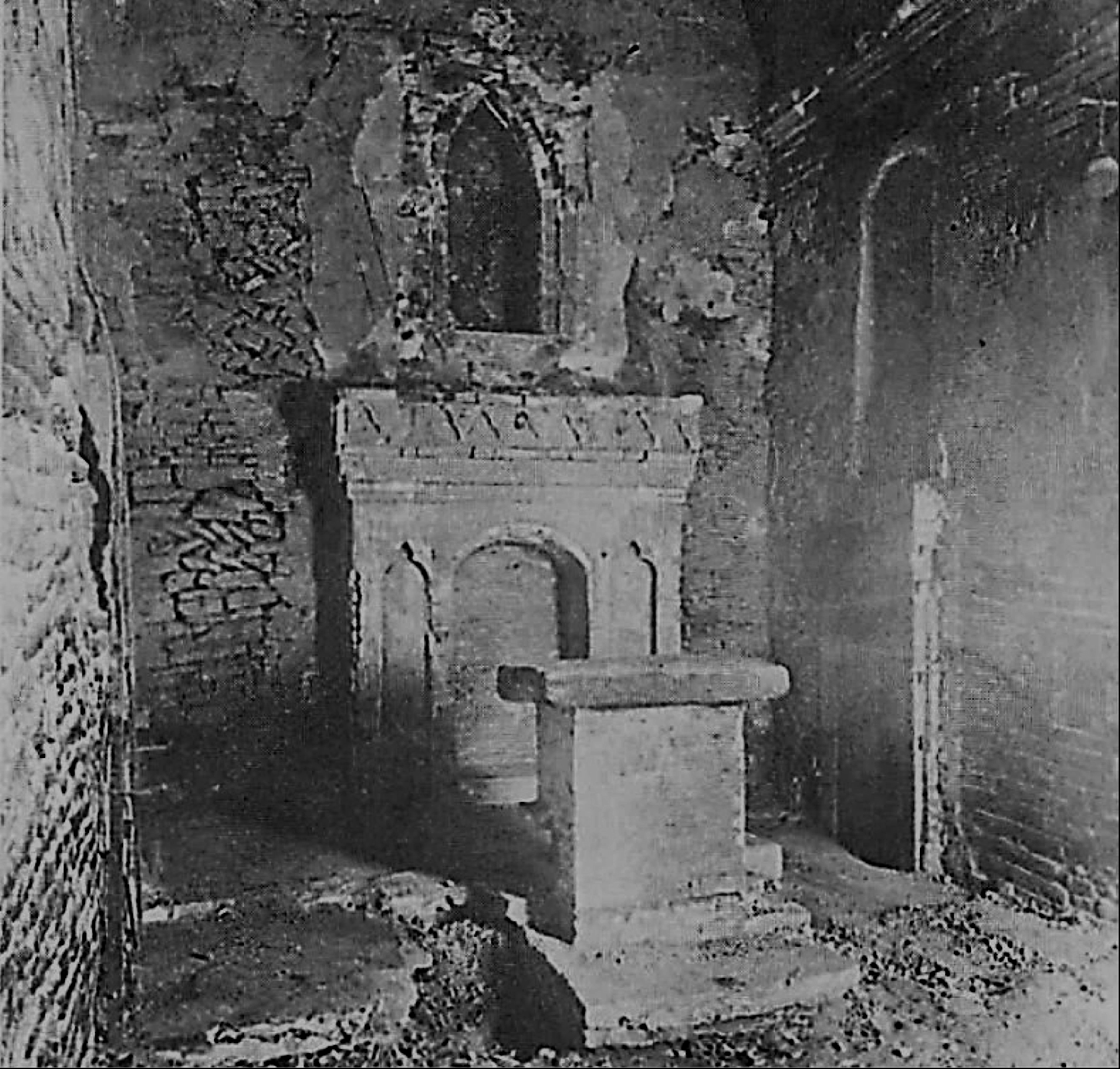
La Paroi orientale de la sainte Maison de Lorette après l'incendie de 1921.

- 1921 : incendie dans le sacellum de la Sainte Maison de Lorette qui réduit en cendres la statue de la Madone. Elle est aussitôt refaite selon la volonté du pape Pie XI dans du bois de Cèdre du Liban provenant des Jardins du Vatican.

- 1926 : incendie de la coupole de Giuliano da Sangallo.
- 1934 : le 15 septembre, le pape Pie XI supprime par la bulle Lauretanae Basilicae la chaire épiscopale de Lorette, plaçant le sanctuaire sous l’autorité directe du Saint-Siège.
- 1935 : le 11 octobre, la juridiction de l’administrateur pontifical est étendue au territoire de la ville de Lorette.
- 1944 : les 5 et 6 juillet, la coupole de Giuliano da Sangallo est gravement endommagée par des bombardements allemands qui détruisent définitivement une partie des fresques internes de Cesare Maccari.
- 1962 : le 4 octobre, à une semaine du début du Concile Vatican II, le pape Jean XXIII se rend en pèlerinage en train à Lorette et à Assise pour en confier le sort à la Vierge Marie et à saint François. C’est la première fois depuis l’unification de l'Italie qu’un pape sort des frontières de Rome[49]. Le pape est accompagné par Amintore Fanfani et l’événement est immortalisé par un film de l’Institut Lumière[50].
- 1965 : le 24 juin, par la bulle Lauretanae Almae Domus, le pape Paul VI supprime l’administration pontificale et crée la délégation pontificale pour le sanctuaire de Lorette et la prélature de la Sainte Maison, tout en instituant la chaire épiscopale dans la basilique. (Images Archives Luce : )
- Aujourd’hui (années 2020), la chaire archiépiscopale de la Prélature territoriale de Lorette se trouve dans la basilique de la Sainte Maison.

### Document sonore
- [audio] Conférence de Yves-Marie Bercé, Canal Académies (2011)